# 화동초등학교 북동분교
화동초등학교 북동분교는 대한민국 강원특별자치도 정선군 화암면 북동리에 있었던 초등학교이다.

## 연혁
- 1940.02.05 : 화동보통소학교 북동간이학교 설립
- 1960.02.02 : 북동국민학교로 교명 변경
- 1996.03.01 : 화동초등학교 북동분교장 교명 변경
- 2010.03.01 : 학생수 감소로 통폐합